# Шафаренко Яків Веніамінович
Яків Веніамінович (Бен'ямінович) Шафаренко (1894 — розстріляний 30 вересня 1937, місто Сталіно, тепер Донецьк) — радянський партійний діяч, відповідальний секретар Первомайського окружкому КП(б)У, 1-й секретар Горлівського міського комітету КП(б)У Донецької області. Кандидат у члени ЦК КП(б)У в червні — серпні 1937 р.

## Біографія
Народився у єврейській родині.
Член РКП(б) з 1919 року. Перебував на відповідальній партійній роботі.
У 1928—1929 роках — відповідальний секретар Первомайського окружного комітету КП(б)У.
До 1934 року — 1-й секретар Гомельського міського комітету КП(б) Білорусі.
У грудні 1934 — серпні 1937 року — 1-й секретар Горлівського міського комітету КП(б)У Донецької області.
11 серпня 1937 року заарештований органами НКВС. 26 вересня 1937 року засуджений до вищої міри покарання, розстріляний. Посмертно реабілітований.